# ابتداء (نحو)
الابتداء اصطلاح نحوي يطلق علي تعرية الاسم من العوامل اللفظية تمهيدا لاسناد الخبر إليه، ويسمى الاسم المتحلى بهذه الصفة المبتدأ لوجوده غالبا في أول الجملة الاسمية ليبنى الكلام عليه. والمبتدأ مرفوع إلا إذا دخل عليه ناسخ مثل إن وأخواتها فينصب، أو  كان وأخواتها فيزيل رفعه الأول ويحدث له رفعا جديدا، ويسمى المبتدأ اسمه، ويدخل على الخبر فينصبه، ويسمى خبره، أو ظننت وأخواتها فإنها تنصب المبتدأ والخبر معا.